# Cantó de Llemotges Lu Palaiç
El cantó de Llemotges Lu Palaiç és un cantó francès del departament de l'Alta Viena, situat al districte de Llemotges. És format per un municipi i part del de Llemotges.

## Municipis
- Lu Palaiç
- Llemotges

## Història
| Data d'elecció                           | Identitat               | Partit | Qualitat |
| ---------------------------------------- | ----------------------- | ------ | -------- |
| 1973-1985                                | Ellen (Hélène) Constans | PCF    |          |
| 1985-2004                                | Jean-Claude Cruveilher  | PS     |          |
| 2004-                                    | Isabelle Briquet        | PS     |          |
| les dades anteriors no són pas conegudes |                         |        |          |
|                                          |                         |        |          |

## Demografia
| 1962 | 1968 | 1975 | 1982 | 1990 | 1999 | 2006   |
| ---- | ---- | ---- | ---- | ---- | ---- | ------ |
| -    | -    | -    | -    | -    | -    | 12.856 |